# Kế toán
Kế toán (Tiếng Anh: accounting) là việc đo lường, xử lý và truyền đạt thông tin tài chính và phi tài chính về các thực thể kinh tế  như các doanh nghiệp và tập đoàn. Kế toán, vốn được gọi là "ngôn ngữ kinh doanh", đo lường kết quả hoạt động kinh tế của một tổ chức và chuyển tải thông tin này đến nhiều người dùng, bao gồm các nhà đầu tư, chủ nợ, ban quản lý và các cơ quan quản lý. Những người hành nghề kế toán được gọi là kế toán viên. Thuật ngữ "kế toán" và " báo cáo tài chính " thường được sử dụng như những từ đồng nghĩa.
Kế toán có thể được chia thành nhiều lĩnh vực bao gồm kế toán tài chính, kế toán quản trị, kiểm toán bên ngoài, kế toán thuế và kế toán chi phí. Hệ thống thông tin kế toán được thiết kế để hỗ trợ các chức năng kế toán và các hoạt động liên quan. Kế toán tài chính tập trung vào việc báo cáo thông tin tài chính của một tổ chức, bao gồm cả việc lập báo cáo tài chính, cho những người sử dụng thông tin bên ngoài, chẳng hạn như các nhà đầu tư, cơ quan quản lý và nhà cung cấp; và kế toán quản trị tập trung vào việc đo lường, phân tích và báo cáo thông tin để quản lý sử dụng nội bộ. Việc ghi chép các giao dịch tài chính, để các bản tóm tắt tài chính có thể được trình bày trong các báo cáo tài chính, được gọi là kế toán ghi sổ, trong đó phương pháp ghi sổ kép là hệ thống phổ biến nhất.
Mặc dù kế toán đã tồn tại dưới nhiều hình thức và mức độ phức tạp khác nhau trong nhiều xã hội loài người, hệ thống kế toán kép đang được sử dụng ngày nay đã được phát triển ở châu Âu thời trung cổ, đặc biệt là ở Venice, và thường được quy cho nhà toán học người Ý và giáo sĩ dòng Phanxicô Luca Pacioli. Ngày nay, kế toán được tạo điều kiện thuận lợi bởi các tổ chức kế toán như cơ quan lập tiêu chuẩn, công ty kế toán và các cơ quan chuyên môn. Báo cáo tài chính thường được kiểm toán bởi các công ty kế toán, và được lập theo các nguyên tắc kế toán được chấp nhận chung (GAAP). GAAP được thiết lập bởi các tổ chức thiết lập tiêu chuẩn khác nhau như Hội đồng Tiêu chuẩn Kế toán Tài chính (FASB) ở Hoa Kỳ  và Hội đồng Báo cáo Tài chính ở Vương quốc Anh. Kể từ năm 2012, "tất cả các nền kinh tế lớn" đều có kế hoạch hội tụ hoặc áp dụng các Chuẩn mực Báo cáo Tài chính Quốc tế (IFRS).

## Lịch sử

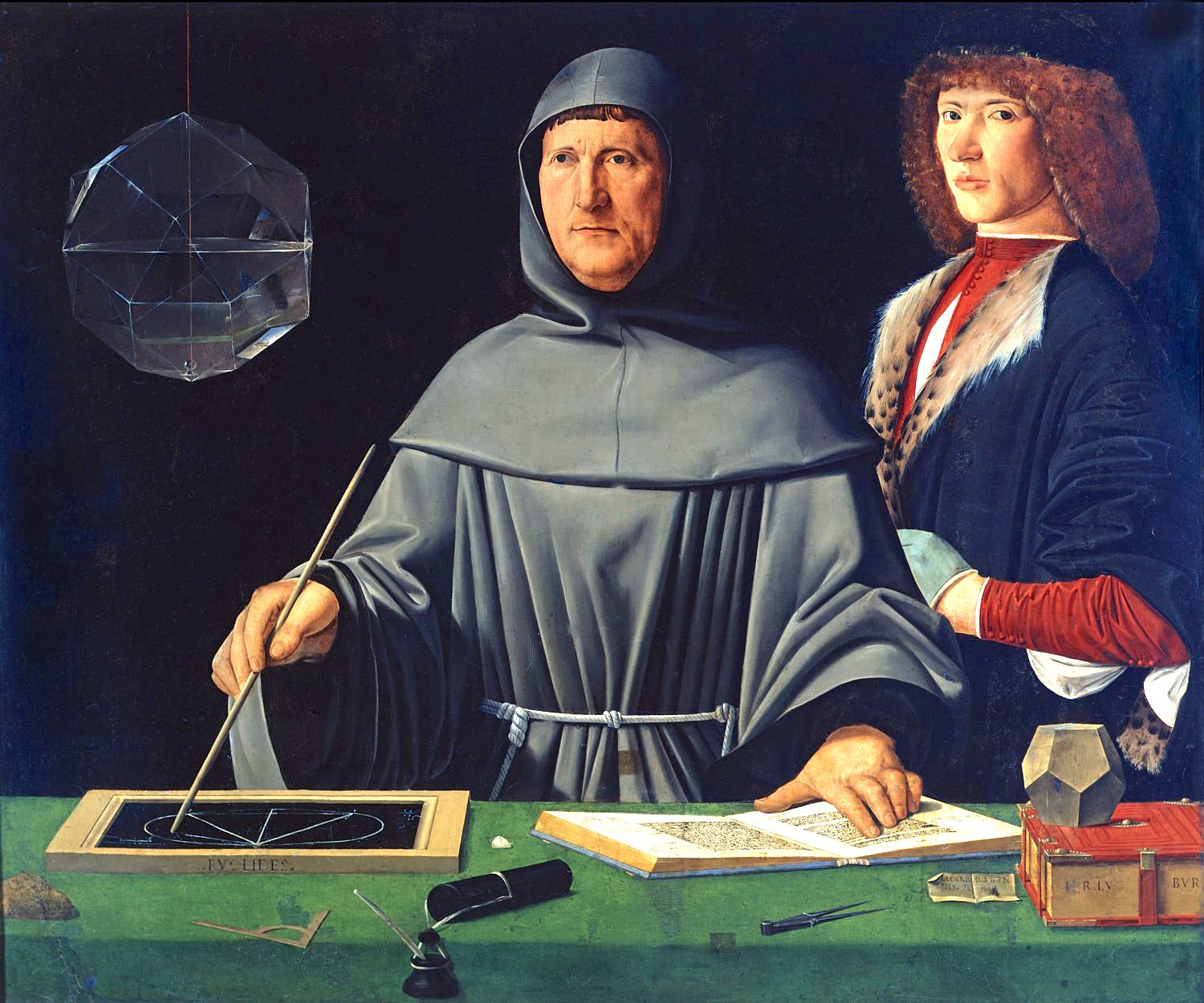
Chân dung Luca Pacioli, vẽ bởi Jacopo de 'Barbari, 1495, (Museo di Capodimonte).

Lịch sử của kế toán có hàng nghìn năm tuổi và có thể bắt nguồn từ các nền văn minh cổ đại. Sự phát triển ban đầu của kế toán bắt nguồn từ thời Lưỡng Hà cổ đại, và có liên quan chặt chẽ đến sự phát triển của chữ viết, đếm và tiền; cũng có bằng chứng về các hình thức ghi sổ ban đầu ở Iran cổ đại, và các hệ thống kiểm toán ban đầu của người Ai Cập cổ đại và người Babylon. Đến thời Hoàng đế Augustus, chính phủ La Mã mới có quyền truy cập thông tin tài chính chi tiết.
Sổ sách kế toán kép đã được dùng đầu tiên trong cộng đồng người Do Thái ở Trung Đông đầu thời trung cổ  và được hoàn thiện hơn nữa ở châu Âu thời trung cổ. Với sự phát triển của các công ty cổ phần, kế toán tách thành kế toán tài chính và kế toán quản trị.
Tác phẩm đầu tiên được xuất bản về hệ thống sổ sách kế toán kép là Summa de arithmetica, được xuất bản tại Ý vào năm 1494 bởi Luca Pacioli ("Cha đẻ của Kế toán"). Kế toán bắt đầu chuyển đổi thành một nghề có tổ chức vào thế kỷ 19, với các cơ quan chuyên môn địa phương ở Anh hợp nhất để tạo thành Viện Kế toán Công chứng ở Anh và xứ Wales vào năm 1880.

## Các chủ đề
Kế toán có một số lĩnh vực con hoặc lĩnh vực chủ đề, bao gồm kế toán tài chính, kế toán quản trị, kiểm toán, thuế và hệ thống thông tin kế toán.

### Kế toán tài chính
Kế toán tài chính tập trung vào việc báo cáo thông tin tài chính của một tổ chức cho những người sử dụng thông tin bên ngoài, chẳng hạn như các nhà đầu tư, các nhà đầu tư tiềm năng và các chủ nợ. Nó tính toán và ghi lại các giao dịch kinh doanh và lập báo cáo tài chính cho những người sử dụng bên ngoài theo các nguyên tắc kế toán được chấp nhận chung (GAAP). Đến lượt mình, GAAP phát sinh từ sự thống nhất rộng rãi giữa lý thuyết và thực hành kế toán, và thay đổi theo thời gian để đáp ứng nhu cầu của những người ra quyết định.
Kế toán tài chính tạo ra các báo cáo định hướng trong quá khứ — ví dụ như báo cáo tài chính được lập vào năm 2006, báo cáo về kết quả hoạt động trong năm 2005 — trên cơ sở hàng năm hoặc hàng quý, nói chung là về toàn bộ tổ chức.
Ngành kế toán này cũng được nghiên cứu như một phần của các kỳ thi hội đồng để đủ điều kiện trở thành chuyên gia tính toán. Hai kiểu chuyên gia, kế toán và chuyên gia tính toán này, đã tạo ra một nền văn hóa của việc trở thành những người có kiến thức. 

### Kế toán quản trị
Kế toán quản trị tập trung vào việc đo lường, phân tích và báo cáo thông tin có thể giúp các nhà quản lý đưa ra các quyết định nhằm thực hiện các mục tiêu của tổ chức. Trong kế toán quản trị, các biện pháp và báo cáo nội bộ dựa trên phân tích chi phí - lợi ích và không bắt buộc phải tuân theo nguyên tắc kế toán được chấp nhận chung (GAAP). Năm 2014, CIMA đã tạo ra Nguyên tắc Kế toán Quản lý Toàn cầu (GMAP). Là kết quả nghiên cứu từ hơn 20 quốc gia ở năm châu lục, các nguyên tắc này nhằm hướng dẫn việc thực hành tốt nhất trong ngành.
Kế toán quản trị tạo ra các báo cáo định hướng tương lai — ví dụ: ngân sách cho năm 2006 được lập vào năm 2005 — và khoảng thời gian của các báo cáo rất khác nhau. Các báo cáo này có thể bao gồm cả thông tin tài chính và phi tài chính, và có thể, ví dụ, tập trung vào các sản phẩm và bộ phận cụ thể.

### Kiểm toán
Kiểm toán là việc xác minh các khẳng định của người khác về một khoản hoàn trả, và trong ngữ cảnh kế toán, đó là "việc kiểm tra và đánh giá không khách quan các báo cáo tài chính của một tổ chức". Kiểm toán là một dịch vụ chuyên nghiệp mang tính hệ thống và quy ước.
Công việc kiểm toán báo cáo tài chính nhằm mục đích bày tỏ hoặc từ chối ý kiến độc lập về báo cáo tài chính. Kiểm toán viên thể hiện ý kiến độc lập về tính hợp lý mà báo cáo tài chính trình bày tình hình tài chính, kết quả hoạt động và lưu chuyển tiền tệ của một đơn vị, phù hợp với nguyên tắc kế toán được chấp nhận chung (GAAP) và "trên mọi khía cạnh trọng yếu". Đánh giá viên cũng phải xác định các trường hợp mà các nguyên tắc kế toán được chấp nhận chung (GAAP) không được tuân thủ một cách nhất quán.

### Hệ thống thông tin kế toán
Hệ thống thông tin kế toán là một bộ phận của hệ thống thông tin của tổ chức tập trung vào việc xử lý dữ liệu kế toán. Nhiều tập đoàn sử dụng hệ thống thông tin dựa trên trí tuệ nhân tạo. Ngành tài chính ngân hàng đang sử dụng AI để phát hiện gian lận. Ngành bán lẻ đang sử dụng AI cho các dịch vụ khách hàng. AI cũng được sử dụng trong ngành an ninh mạng. Nó liên quan đến hệ thống phần cứng và phần mềm máy tính và sử dụng số liệu thống kê và mô hình hóa.

### Kế toán thuế
Kế toán thuế ở Hoa Kỳ tập trung vào việc chuẩn bị, phân tích và trình bày các khoản nộp thuế và khai thuế. Hệ thống thuế Hoa Kỳ yêu cầu sử dụng các nguyên tắc kế toán chuyên biệt cho các mục đích thuế có thể khác với các nguyên tắc kế toán được chấp nhận chung (GAAP) cho báo cáo tài chính. Luật thuế của Hoa Kỳ bao gồm bốn hình thức sở hữu doanh nghiệp cơ bản: sở hữu duy nhất, công ty hợp danh, công ty và công ty trách nhiệm hữu hạn. Thu nhập doanh nghiệp và thu nhập cá nhân bị đánh thuế ở các mức khác nhau, cả hai đều thay đổi theo mức thu nhập và bao gồm các tỷ lệ cận biên khác nhau (bị đánh thuế trên mỗi đô la thu nhập tăng thêm) và tỷ lệ trung bình (được đặt dưới dạng phần trăm thu nhập tổng thể).

### Kế toán pháp y
Kế toán pháp y là một lĩnh vực kế toán thực hành chuyên biệt mô tả các cam kết phát sinh từ các tranh chấp hoặc kiện tụng thực tế hoặc được dự đoán trước. " Pháp y " có nghĩa là "phù hợp để sử dụng trong tòa án pháp luật" và đó là tiêu chuẩn và kết quả tiềm năng mà kế toán pháp y nói chung phải làm việc.

## Các tổ chức

### Cơ quan chuyên môn
Các cơ quan kế toán chuyên nghiệp bao gồm Viện Kế toán Công chứng Hoa Kỳ (AICPA) và 179 thành viên khác của Liên đoàn Kế toán Quốc tế (IFAC), bao gồm Viện Kế toán Công chứng Scotland (ICAS), Viện Kế toán Công chứng Pakistan (ICAP), CPA Australia, Viện Kế toán Công chứng Ấn Độ, Hiệp hội Kế toán Công chứng (ACCA) và Viện Kế toán Công chứng Anh và Xứ Wales (ICAEW). Các cơ quan chuyên môn cho các lĩnh vực phụ của nghề kế toán cũng tồn tại, ví dụ như Viện Kế toán Quản lý Công chứng (CIMA) ở Anh và Viện Kế toán quản lý ở Hoa Kỳ. Nhiều cơ quan chuyên môn này cung cấp giáo dục và đào tạo bao gồm trình độ chuyên môn và quản trị cho các chỉ định kế toán khác nhau, chẳng hạn như kế toán công được chứng nhận (AICPA) và kế toán điều lệ.

### Công ty kế toán
Tùy thuộc vào quy mô của nó, một công ty có thể được yêu cầu về mặt pháp lý để báo cáo tài chính của họ được kiểm toán bởi một kiểm toán viên đủ năng lực và các cuộc kiểm toán thường được thực hiện bởi các công ty kế toán.
Các công ty kế toán đã phát triển ở Hoa Kỳ và Châu Âu vào cuối thế kỷ 19 và đầu thế kỷ 20, và thông qua một số vụ sáp nhập, đã có các công ty kế toán quốc tế lớn vào giữa thế kỷ 20. Những vụ sáp nhập lớn hơn nữa vào cuối thế kỷ 20 đã dẫn đến sự thống trị thị trường kiểm toán của "Năm công ty kế toán lớn": Arthur Andersen, Deloitte, Ernst & Young, KPMG và PricewaterhouseCoopers. Sự ra đi của Arthur Andersen sau vụ bê bối Enron đã giảm Big Five xuống Big Four.

### Chuẩn kế toán
Các nguyên tắc kế toán được chấp nhận chung (GAAP) là các chuẩn mực kế toán do các cơ quan quản lý quốc gia ban hành. Ngoài ra, Hội đồng Chuẩn mực Kế toán Quốc tế (IASB) ban hành Chuẩn mực Báo cáo Tài chính Quốc tế (IFRS) do 147 quốc gia thực hiện. Trong khi các tiêu chuẩn về kiểm toán và đảm bảo quốc tế, đạo đức, giáo dục và kế toán khu vực công đều được thiết lập bởi các ban thiết lập tiêu chuẩn độc lập do IFAC hỗ trợ. Hội đồng Tiêu chuẩn Kiểm toán và Đảm bảo Quốc tế đặt ra các tiêu chuẩn quốc tế về kiểm toán, đảm bảo và kiểm soát chất lượng; Hội đồng Chuẩn mực Đạo đức Quốc tế cho Kế toán (IESBA)  đặt ra các Bộ Quy tắc Đạo đức cho Kế toán Nghề nghiệp dựa trên các nguyên tắc phù hợp quốc tế. Ban Chuẩn mực Giáo dục Kế toán Quốc tế (IAESB) đặt ra các tiêu chuẩn giáo dục kế toán chuyên nghiệp; Hội đồng chuẩn mực kế toán khu vực công quốc tế (IPSASB) đặt ra các chuẩn mực kế toán khu vực công quốc tế dựa trên cơ sở dồn tích 
Các tổ chức ở các quốc gia riêng lẻ có thể ban hành các chuẩn mực kế toán riêng cho các quốc gia đó. Ví dụ: ở Hoa Kỳ, Hội đồng Chuẩn mực Kế toán Tài chính (FASB) ban hành Báo cáo về Chuẩn mực Kế toán Tài chính, là cơ sở của US GAAP, và ở Vương quốc Anh, Hội đồng Báo cáo Tài chính (FRC) đặt ra các chuẩn mực kế toán. Tuy nhiên, kể từ năm 2012, "tất cả các nền kinh tế lớn" đều có kế hoạch hội tụ hướng tới hoặc áp dụng IFRS.

## Giáo dục và bằng cấp

### Bằng cấp kế toán
Ít nhất nhân viên phải có bằng cử nhân kế toán hoặc một lĩnh vực liên quan cho hầu hết các vị trí công việc kế toán và kiểm toán viên, và một số nhà tuyển dụng thích ứng viên có bằng thạc sĩ. Bằng cấp về kế toán cũng có thể được yêu cầu hoặc có thể được sử dụng để đáp ứng các yêu cầu đối với tư cách thành viên của các tổ chức kế toán chuyên nghiệp. Ví dụ: giáo dục trong suốt bằng kế toán có thể được sử dụng để đáp ứng yêu cầu 150 giờ học kỳ của Viện CPA (AICPA) của Hoa Kỳ, và tư cách thành viên liên kết với Hiệp hội Kế toán Công chứng của Vương quốc Anh sẽ có sẵn sau khi có bằng tài chính hoặc kế toán.
Cần có bằng tiến sĩ để theo đuổi sự nghiệp trong học viện kế toán, ví dụ như để làm giáo sư đại học về kế toán. Tiến sĩ Triết học (Tiến sĩ) và Tiến sĩ Quản trị Kinh doanh (DBA) là những bằng cấp phổ biến nhất. Tiến sĩ là bằng cấp phổ biến nhất cho những người muốn theo đuổi sự nghiệp trong học thuật, trong khi các chương trình DBA thường tập trung vào việc trang bị cho các nhà quản trị kinh doanh cho các doanh nghiệp hoặc sự nghiệp công đòi hỏi kỹ năng và trình độ nghiên cứu.

### Chứng nhận chuyên môn
Các bằng cấp kế toán chuyên nghiệp bao gồm các chỉ định Kế toán viên Công chứng và các bằng cấp khác bao gồm chứng chỉ và văn bằng. Tại Scotland, các kế toán viên của ICAS được phát triển nghề nghiệp liên tục và tuân theo quy tắc đạo đức của ICAS. Tại Anh và xứ Wales, các kế toán viên của ICAEW được đào tạo hàng năm và bị ràng buộc bởi quy tắc đạo đức của ICAEW và tuân theo các quy trình kỷ luật của ICAEW.
Tại Hoa Kỳ, các yêu cầu để tham gia AICPA với tư cách là Kế toán viên Công chứng được quy định bởi Hội đồng Kế toán của mỗi tiểu bang và các thành viên đồng ý tuân theo Bộ Quy tắc Ứng xử Nghề nghiệp và Quy tắc của AICPA.
ACCA là cơ quan kế toán toàn cầu lớn nhất với hơn 320.000 thành viên và tổ chức cung cấp 'luồng IFRS' và 'luồng Vương quốc Anh'. Học sinh phải vượt qua tổng cộng 14 kỳ thi, được sắp xếp trên ba bài thi.

## Nghiên cứu kế toán
Nghiên cứu kế toán là nghiên cứu ảnh hưởng của các sự kiện kinh tế đến quá trình hạch toán, ảnh hưởng của thông tin báo cáo đến các sự kiện kinh tế và vai trò của kế toán trong tổ chức và xã hội.. Nó bao gồm một loạt các lĩnh vực nghiên cứu bao gồm kế toán tài chính, kế toán quản trị, kiểm toán và thuế.
Nghiên cứu kế toán được thực hiện bởi cả các nhà nghiên cứu hàn lâm và các kế toán viên hành nghề. Các phương pháp luận trong nghiên cứu kế toán hàn lâm bao gồm nghiên cứu lưu trữ, xem xét "dữ liệu khách quan được thu thập từ kho lưu trữ "; nghiên cứu thử nghiệm, trong đó kiểm tra dữ liệu "nhà nghiên cứu thu thập bằng cách thực hiện các phương pháp điều trị cho các đối tượng "; nghiên cứu phân tích "dựa trên hành động mô hình hóa chính thức các lý thuyết hoặc các ý tưởng chứng minh bằng thuật ngữ toán học"; nghiên cứu diễn giải, trong đó nhấn mạnh vai trò của ngôn ngữ, diễn giải và hiểu biết trong thực hành kế toán, "làm nổi bật các cấu trúc biểu tượng và các chủ đề được cho là đã định hình thế giới theo những cách riêng biệt"; nghiên cứu phê bình, trong đó nhấn mạnh vai trò của quyền lực và xung đột trong thực hành kế toán; nghiên cứu tình huống; mô phỏng máy tính; và nghiên cứu thực địa.
Các nghiên cứu thực nghiệm ghi nhận rằng các tạp chí kế toán hàng đầu xuất bản với tổng số bài báo nghiên cứu ít hơn các tạp chí tương đương về kinh tế và các lĩnh vực kinh doanh khác , và do đó, các học giả kế toán  tương đối kém thành công hơn trong việc xuất bản học thuật so với các đồng nghiệp ở trường kinh doanh của họ. Do tỷ lệ xuất bản khác nhau giữa kế toán và các ngành kinh doanh khác, một nghiên cứu gần đây dựa trên xếp hạng tác giả học thuật kết luận rằng giá trị cạnh tranh của một ấn phẩm trên một tạp chí xếp hạng cao nhất trong lĩnh vực kế toán và thấp nhất trong lĩnh vực tiếp thị.

## Hệ thống thông tin kế toán
Nhiều thực hành kế toán đã được đơn giản hóa với sự trợ giúp của phần mềm kế toán dựa trên máy tính. Hệ thống hoạch định nguồn lực doanh nghiệp (ERP) thường được sử dụng cho một tổ chức lớn và nó cung cấp một nguồn thông tin tổng hợp, tập trung, toàn diện mà các công ty có thể sử dụng để quản lý tất cả các quy trình kinh doanh chính, từ mua hàng đến sản xuất đến nguồn nhân lực.
Hệ thống thông tin kế toán đã giảm chi phí tích lũy, lưu trữ và báo cáo thông tin kế toán của người quản lý và có thể tạo ra một tài khoản chi tiết hơn về tất cả dữ liệu được nhập vào bất kỳ hệ thống nhất định nào.

## Bê bối kế toán
Năm 2001 chứng kiến một loạt vụ gian lận thông tin tài chính liên quan đến Enron, công ty kiểm toán Arthur Andersen, công ty viễn thông WorldCom, Qwest và Sunbeam, cùng các tập đoàn nổi tiếng khác. Những vấn đề này cho thấy sự cần thiết phải xem xét lại hiệu lực của các chuẩn mực kế toán, các quy định kiểm toán và các nguyên tắc quản trị công ty. Trong một số trường hợp, Ban Giám đốc đã thao túng các số liệu thể hiện trong các báo cáo tài chính để chỉ ra tình hình hoạt động kinh tế tốt hơn. Trong một số trường hợp khác, các ưu đãi về thuế và quy định đã khuyến khích các công ty sử dụng quá mức và các quyết định chịu rủi ro bất thường và phi lý.
Vụ bê bối Enron đã ảnh hưởng sâu sắc đến việc xây dựng các quy định mới nhằm nâng cao độ tin cậy của báo cáo tài chính và nâng cao nhận thức của công chúng về tầm quan trọng của việc có các chuẩn mực kế toán thể hiện thực tế tài chính của các công ty cũng như tính khách quan và độc lập của các công ty kiểm toán.
Ngoài việc tái tổ chức phá sản lớn nhất trong lịch sử Hoa Kỳ, vụ bê bối Enron chắc chắn là thất bại kiểm toán lớn nhất. Nó liên quan đến một vụ bê bối tài chính của Enron Corporation và kiểm toán viên Arthur Andersen của họ, được tiết lộ vào cuối năm 2001. Vụ bê bối khiến Arthur Andersen bị giải thể, lúc đó là một trong năm công ty kế toán lớn nhất thế giới. Sau một loạt tiết lộ liên quan đến các thủ tục kế toán bất thường được tiến hành trong suốt những năm 1990, Enron đã nộp đơn xin bảo hộ phá sản theo Chương 11 vào tháng 12 năm 2001.
Một hệ quả của những sự kiện này là việc thông qua Đạo luật Sarbanes – Oxley ở Hoa Kỳ năm 2002, do kết quả của việc Enron thừa nhận hành vi gian lận đầu tiên. Đạo luật này làm tăng đáng kể các hình phạt hình sự đối với hành vi gian lận chứng khoán, đối với hành vi phá hủy, thay đổi hoặc ngụy tạo hồ sơ trong các cuộc điều tra liên bang hoặc bất kỳ kế hoạch hoặc nỗ lực lừa đảo cổ đông nào.

## Lỗi kế toán
Sai sót kế toán là lỗi không cố ý trong bút toán kế toán, thường được khắc phục ngay khi phát hiện. Không nên nhầm lẫn một sai sót kế toán với gian lận, là một hành vi cố ý che giấu hoặc thay đổi các bút toán.